# Carl Silfverstrand
Carl Johan Silfverstrand (Helsingborg, 9 ottobre 1885 – Helsingborg, 2 gennaio 1975) è stato un ginnasta, astista e lunghista svedese.

## Biografia
Rappresentò la Svezia ai Giochi olimpici estivi di Londra 1908, in cui si classificò decimo nel salto con l'asta e ventesimo nel salto in lungo. Nonostante fosse iscritto alle gare, non partecipò alle gare di salto in alto e salto triplo.
All'Olimpiade di Stoccolma 1912, vinse la medaglia d'oro nella ginnastica, nel concorso svedese a squadre. Si iscrisse anche alla prova del salto in alto, ma non la disputò.

## Palmarès
- Giochi olimpici estivi

Stoccolma 1912: oro nel concorso svedese a squadre;